# Evoca Cola
Evoca Cola is een frisdrank met colasmaak die wordt gedistribueerd in het Verenigd Koninkrijk, Frankrijk, België en Zuid-Afrika. Evoca Cola maakt deel uit van de Evoca Drinks family geproduceerd door Evoca Enterprises Limited.
Evoca Enterprises Limited werd in mei 2003 opgericht in Londen. Het merk Evoca Cola werd in januari 2004 op de lokale markt gebracht, en werd in juni 2005 wereldwijd gelanceerd. Het merk ging de strijd aan met merken als Coca-Cola en Pepsi Cola met de zogenaamde 'Evoca Taste Challenge'
Vanaf eind 2006 richt Evoca zich in een reclamecampagne ook op Red Bull met een parodie op de welbekende animatiefilmpjes uit de Red Bull-reclames.
Hoewel de smaak van Evoca Cola vrijwel identiek is aan die van Coca-Cola en Pepsi, verschilt de aanpak door Evoca te produceren met mineraalwater. Evoca beweert bovendien de enige cola ter wereld te zijn die wordt geproduceerd met een extract van Zwarte komijn (Nigella sativa).

## Islamitische cola?
Enkele verkopers van Evoca Cola hebben de aanwezigheid van de Nigella Sativa-plant benadrukt, omdat Mohammed in enkele hadiths het gezonde karakter van deze plant noemde. Desondanks profileert Evoca Cola zichzelf niet in het bijzonder als 'Islamitische cola' zoals Qibla Cola en Mecca-Cola dat doen. Bovendien worden er geen enkele anti-westerse of anti-Israëlische gevoelens genoemd in Evoca's de reclamecampagne, terwijl de eerdergenoemde "Islamitische" merken dat wel expliciet doen.
Momenteel is Evoca Cola verkrijgbaar in enkele ASDA-supermarkten in het Verenigd Koninkrijk en bij Carrefour en E.Leclerc in Parijs.